# Hessigheim
Hessigheim là một thị xã nằm ở huyện Ludwigsburg, thuộc bang Baden-Württemberg, Đức.

## Dân số
Số liệu từ kết quả điều tra dân số(¹) hoặc thông tin cập nhật chính thức từ Văn phòng Thống kê Bang Baden-Württemberg.
| Thời gian            | Số dân |
| -------------------- | ------ |
| 1 tháng 12 năm 1871¹ | 943    |
| 1 tháng 12 năm 1880¹ | 973    |
| 1 tháng 12 năm 1890¹ | 1,012  |
| 1 tháng 12 năm 1900¹ | 1,058  |
| 1 tháng 12 năm 1910¹ | 1,085  |
| 16 tháng 6 năm 1925¹ | 1.113  |
| 16 tháng 6 năm 1933¹ | 1.125  |
| 17 tháng 5 năm 1939¹ | 1,072  |
| 13 tháng 9 năm 1950¹ | 1.401  |
| 6 tháng 6 năm 1961¹  | 1.381  |

| Thời gian            | Số dân |
| -------------------- | ------ |
| 27 tháng 5 năm 1970¹ | 1.797  |
| 31 tháng 12 năm 1980 | 1.766  |
| 25 tháng 5 năm 1987¹ | 1.796  |
| 31 tháng 12 năm 1990 | 1.941  |
| 31 tháng 12 năm 1995 | 2.107  |
| 31 tháng 12 năm 2000 | 2.191  |
| 31 tháng 12 năm 2005 | 2.209  |
| 31 tháng 12 năm 2010 | 2.217  |
| 31 tháng 12 năm 2015 | 2.384  |
| 31 tháng 12 năm 2020 | 2,511  |

## Thư viện ảnh

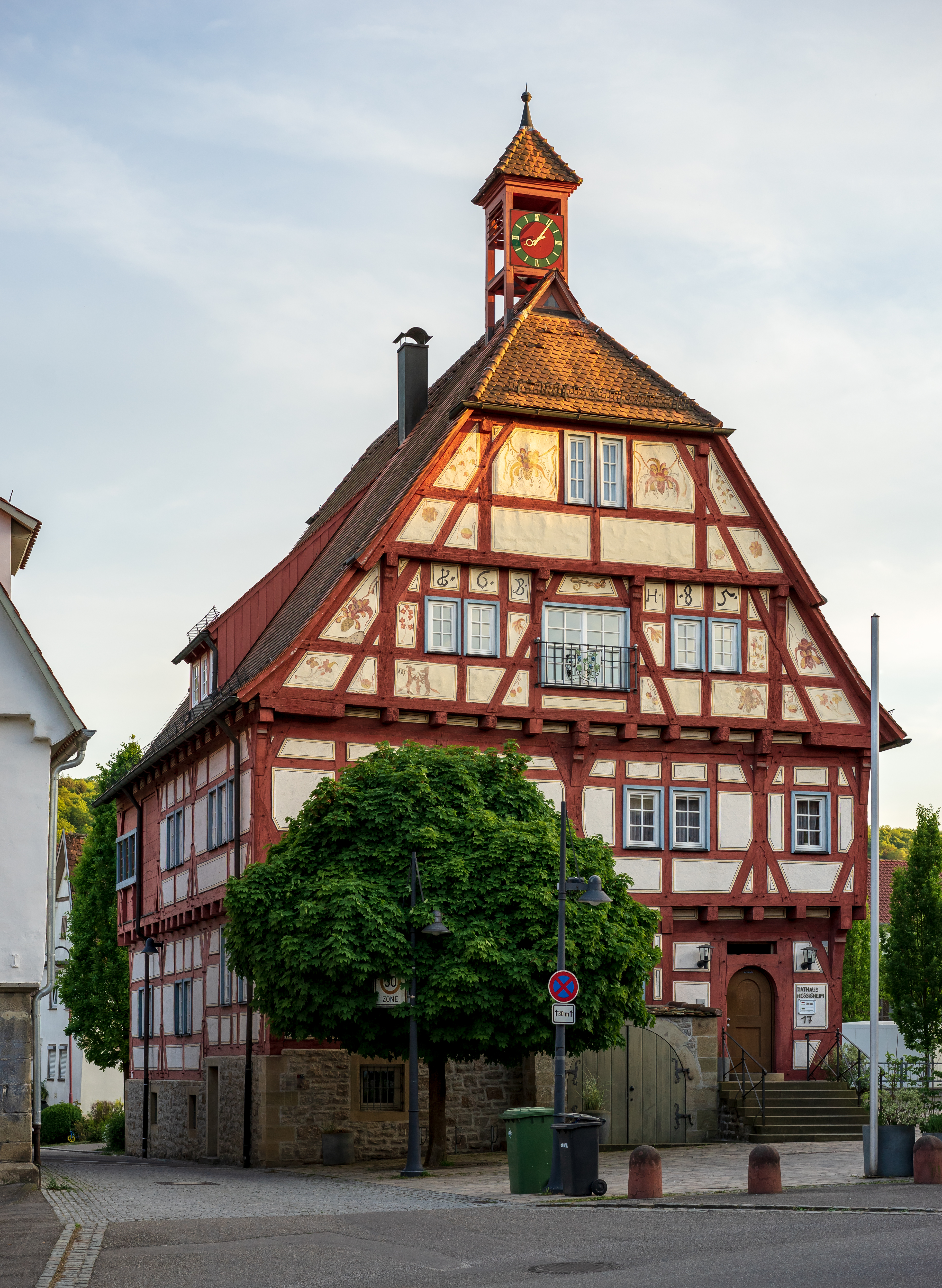
Tòa thị chính Hessigheim